# Fair Haven (Vermont)
Fair Haven – miasto w Stanach Zjednoczonych, w stanie Vermont, w hrabstwie Rutland.